# Malton
Malton är en ort och civil parish i Storbritannien.   Den ligger i grevskapet North Yorkshire och riksdelen England, i den centrala delen av landet, 300 km norr om huvudstaden London. Malton ligger 37 meter över havet och antalet invånare är 5 135.
Terrängen runt Malton är platt åt nordväst, men åt sydost är den kuperad. Runt Malton är det ganska glesbefolkat, med 27 invånare per kvadratkilometer. Närmaste större samhälle är Pickering, 12,7 km norr om Malton. Trakten runt Malton består till största delen av jordbruksmark.